# Sharks!
Sharks! is een kunstwerk bestaand uit vijf levensgrote haaien in het Regent's Canal in Londen, Engeland. Het kunstwerk is ontworpen door Jaimie Shorten en kostte £ 25.000 (ongeveer € 29.000 in 2021). Het werk is geïnspireerd op De Haai van Headington uit 1986.

## Geschiedenis
Sinds 2017 houdt het kunstatelier Antepavilion jaarlijks een competitie gesponsord door de Londense Architecture Foundation. In 2020 was de opdracht om te reageren op "de spanning tussen het autoritaire bestuur van de gebouwde omgeving en esthetisch libertarisme". Van de 135 deelnemers won Jaimie Shorten met Sharks!.
In augustus 2020 werd het kunstwerk geïnstalleerd in het Regent's Canal nabij het kunstatelier van Antepavilion. Voorafgaand aan de onthulling won de gemeenteraad van Hackney Londen een gerechtelijk bevel om de installatie tegen te gaan, omdat er geen bouwvergunning was aangevraagd. Echter waren vier van de vijf haaien tegen die tijd al geplaatst. Het bevel gaf geen verplichting tot het verwijderen van de al geplaatste haaien, en de laatste haai werd tijdelijk in het atelier geplaatst achter een raam met tralies.
In november 2020 won de gemeenteraad een gerechtelijk bevel bij het hooggerechtshof om de haaien alsnog te verwijderen uit het kanaal. In april 2021 werd het kunstwerk tijdelijk opnieuw geplaatst in het City Road Basin; een kanaalbasin van het Regent's Canal in eigendom van de Islington Boat Club.